# La mujer dormida
La mujer dormida es una película española de thriller psicológico y terror sobrenatural de 2024, dirigida por Laura Alvea y escrita por Miguel Ibáñez Monroy, Daniel González y Marta Armengol. Está protagonizada por Almudena Amor, Javier Rey y Amanda Goldsmith. Tuvo su estreno mundial en el Festival de Málaga el 5 de marzo de 2024, y tuvo su estreno en cines españoles el 31 de mayo de 2024, con distribución de Filmax.

## Trama
Ana tiene episodios donde pierde la consciencia y cree ver a Sara despierta. Empieza una relación con Agustín y se da cuenta de que está embarazada, decide irse de la casa donde viven los 3 por miedo a los episodios que tiene cuando está cerca de Sara. Agustín le dice que va a enviar a Sara a una residencia para que vivan tranquilos. A pesar de la aparente calma, Ana vuelve a tener los episodios en negro, hasta que uno de ellos la lleva al taller de pintura de Sara y termina pintando un cuadro donde se ve que Agustín fue quien arrojó a Sara y eso fue lo que causó que ella quedara en coma. Decide enfrentar a Agustín, solo para descubrir que este tiene el cuerpo de Sara en su taller y lo ve abusando sexualmente de ella. Asustada, intenta huir, pero en uno de sus episodios en negro se encuentra nuevamente frente al taller, dónde Agustín la somete y le clava una herramienta en la pierna. Ana se esconde en el taller, en el cuarto donde tienen a Sara y mientras la abraza llorando porque Agustín está a punto de entrar al cuarto, es poseída por el espíritu de Sara y mata a Agustín. Cinco meses después Ana da a luz a una bebé y decide ponerle el nombre de Sofía

## Reparto
- Almudena Amor como Ana
- Javier Rey como Agustín
- Amanda Goldsmith como Sara
- Yanely Hernández como Manuela
- Alicia Lobo como Marta
- Pino Montesdeoca como Sofía
- Vera Curbelo como Clara
- Leo Venosa como Lucas
- Angelo Oliver como Abogado
- Tavi García como el conductor del bus
- Marta Zubiría como la asistenta social
- Fran Torres como el asistente social
- Mónica Lleó como la clienta de la farmacia
- Sergio San como el cliente del bar de Manuela
- Gucimara Correa como la farmacéutica
- Sofía Privitera como la cajera
- Emy Cazorla como la matrona

## Producción
A finales de octubre de 2022, se anunció que el rodaje de la película La mujer dormida había comenzado bajo la dirección de Laura Alvea, con Almudena Amor, Javier Rey y Amanda Goldsmith como protagonistas. El rodaje tuvo lugar a lo largo de seis semanas en Sevilla y Canarias. A principios de diciembre de 2022, se anunció que el rodaje de la película había concluido. El presupuesto total de la cinta es de dos millones de euros, incluyendo un millón de euros procedentes de las ayudas generales del ICAA.

## Lanzamiento y marketing
El 14 de febrero de 2024, se anunció que La mujer dormida tendría su estreno en el Festival de Málaga el 5 de marzo de 2024. Poco después, Filmax anunció que la película se estrenaría en cines españoles el 31 de mayo de 2024.

## Recepción

### Taquilla
En su primera semana, La mujer dormida se estrenó en 71 cines, coincidiendo principalmente con los estrenos de Arthur, Back to Black, El exorcismo de Georgetown, Pandilla al rescate y Haikyu!! La batalla del basurero, entre otras cintas.